# Беликов, Олег Степанович
Оле́г Степа́нович Бе́ликов (22 августа 1918 года — 28 февраля 1982 года) — советский лётчик-истребитель, участник Великой Отечественной войны, командир эскадрильи 19-го отдельного истребительного авиационного полка 16-й воздушной армии 1-го Белорусского фронта, Герой Советского Союза (19.08.1944), капитан.

## Биография
Родился 22 августа 1918 года в посёлке Клочко, ныне в черте города Днепр (Украина), в семье рабочего. Украинец. Член ВКП(б) с 1941 года. Окончил 7 классов неполной средней школы и рабфак. Затем работал на заводе имени Артёма. Окончил Днепропетровский аэроклуб.
В Красной армии с 1937 года. Стал курсантом Севастопольской школы военных пилотов. В 1939 году окончил Качинскую военную авиационную школу лётчиков. С первых дней Великой Отечественной войны в действующей армии.
К началу Великой Отечественной войны О. С. Беликов в совершенстве владел боевой техникой и стал одним из лучших пилотов 19-го истребительного авиационного полка. В составе войск Южного фронта его эскадрилья успешно сражалась с авиационным прикрытием танковых и моторизованных войск танковой группы генерала Клейста, рвавшейся на юго-восток страны, принимала участие в боях за Ростов-на-Дону, наносила удары по колоннам танковых соединений врага в районах Армавира и Невинномысска.
5 апреля 1942 года группа истребителей во главе с Беликовым совершила штурмовку большой колонны вражеских танков, автомашин и живой силы противника на дороге Славянок — Райгородка. В воздушном бою эскадрильей было сбито 4 вражеских истребителя.
В июле эскадрилья вступила в бой с 30 вражескими бомбардировщиками, пытавшимися прорваться к Ростову-на-Дону. Застигнутые врасплох, гитлеровцы, спасаясь бегством, были вынуждены сбросить бомбы в расположение своих войск. В этом бою наши летчики уничтожили 6 вражеских самолетов. В феврале 1943 года, совершая разведку, О. С. Беликов обнаружил вражеский аэродром, на котором находилось около 70 самолётов. После разведки он вызвался лично навести на вражеский аэродром штурмовую группу. В ходе этой операции Беликов сбил один вражеский самолёт, а советские штурмовики полностью разрушили полевой аэродром врага вместе с находившейся на нём техникой.
За девять месяцев боев Беликов был дважды удостоен ордена Красного Знамени.
В первых числах июля 1943 года эскадрилья Беликова приняла активное участие в блокировке вражеского аэродрома в районе Белгорода, обеспечила нанесение по нему массированного удара нашей штурмовой и бомбардировочной авиации. Здесь было связано боем до 30 вражеских истребителей, которые так и не смогли прорваться к нашей штурмовой группе. Вторично в этом же районе подразделение О. С. Беликова вступило в неравный бой с 28 истребителями гитлеровцев. Сражение длилось более получаса. За это время О. С. Беликов сбил лично четыре вражеских истребителя.
За образцовое выполнение боевых заданий в районе Белгорода командир эскадрильи был награждён третьим орденом Красного Знамени.
В мае 1944 года Беликов получил задание вылететь в составе шести Ла-5 на «свободную охоту» в район Городенка. Находясь на высоте пяти тысяч метров, он получил по радио приказ командира полка выйти на перехват группы вражеских бомбардировщиков в район Коршева. При подходе к району боевых действий О. С. Беликов обнаружил девять бомбардировщиков Ю-87 и внезапно атаковал их. Три из них были сбиты с первого же захода. Остальные, беспорядочно сбросив бомбы, пытались уйти. Беликов, связав своей парой вражеские истребители прикрытия, кинулся преследовать врага. В пути наша четвёрка встретилась со второй группой Ю-87, которая следовала на смену первой, и атаковала её. В результате смелого боя было сбито шесть вражеских бомбардировщиков. Один из них был сбит Беликовым.
К августу 1944 года командир эскадрильи 19-го (176-го гвардейского) отдельного истребительного авиационного полка (16-я воздушная армия, 1-й Белорусский фронт) капитан Беликов совершил 635 успешных боевых вылетов на истребителях И-16, ЛаГГ-3, Ла-5 и Ла-7, участвуя в 114 воздушных боях, сбил 15 самолётов противника лично и 14 — в группе. В одном из боёв был тяжело ранен.
Указом Президиума Верховного Совета СССР от 19 августа 1944 года за мужество и отвагу, проявленные в боях с врагами, капитану Беликову Олегу Степановичу присвоено звание Героя Советского Союза с вручением ордена Ленина и медали «Золотая Звезда» (№ 3124).
К маю 1945 года гвардии капитан О. С. Беликов совершил более 700 боевых вылетов, провёл более 130 воздушных боёв, сбил лично 17 и в составе группы не менее 5 самолётов противника. 
После окончания войны капитан О. С. Беликов ушёл в запас. Жил в Харькове. Умер 28 февраля 1982 года.

## Награды
- Медаль «Золотая Звезда» Героя Советского Союза (№ 3124)
- Орден Ленина
- Три ордена Красного Знамени
- Орден Суворова III степени
- Медали, в том числе:
  - Медаль «За победу над Германией в Великой Отечественной войне 1941—1945 гг.»
  - Юбилейная медаль «Двадцать лет Победы в Великой Отечественной войне 1941—1945 гг.»
  - Юбилейная медаль «Тридцать лет Победы в Великой Отечественной войне 1941—1945 гг.»

## Память
- Похоронен на кладбище № 2 в Харькове.